# Carlowrightia mcvaughii
Carlowrightia mcvaughii är en akantusväxtart som beskrevs av T.F. Daniel. Carlowrightia mcvaughii ingår i släktet Carlowrightia och familjen akantusväxter. Inga underarter finns listade i Catalogue of Life.